# Zaida av Sevilla
Zaida av Sevilla, senare Isabella, född i Al-Andalus mellan 1063 och 1071, död 1101 eller 1107, var möjligen drottning av Kastilien; hon var mätress till och möjligen även gift med kung Alfons VI av Kastilien. 

## Biografi
Informationen om Zaida är obekräftad och har länge varit föremål för mytbildning. Hon sägs ha varit dotter till den muslimske kungen Al Mutamid av Sevilla. Enligt den muslimska historieskrivningen, som betraktas som mer tillförlitlig, var hon dock inte dotter, utan svärdotter till Al Mutamid, och gift med dennes son Abu al Fatah al Ma'Mun, emir av Cordoba. 
När riket Sevilla 1085 anfölls av de muslimska Almoraviderna allierade sig hennes svärfar med Kastiliens monark Alfons VI. När almoraviderna år 1091 hotade Cordoba sändes Zaida av sin make till borgen Almodóvar del Río för att vara i säkerhet. Samma år mördades maken av almoraviderna, som erövrade hans rike och grundade en ny dynasti. Alfons VI undsatte henne för den forna alliansens skull och lät föra henne med sig till Toledo i Kastilien för att hon skulle slippa bli tillfångatagen av almoraviderna. 

### Kastilien
I Toledo konverterade Zaida till katolicismen och lät döpa sig till Isabella. Enligt traditionen gifte hon sig efter dopet med Alfons IV. Det är dock inte bekräftat huruvida Isabella och Alfons verkligen gifte sig eller inte, och olika källor uppger olika uppgifter. Ärkebiskopen av Toledo uppgav att paret var gifta, medan andra samtida krönikor kallar Isabella för bihustru eller konkubin. Isabella begravdes av Alfons på samma gravplats i klostret San Benito de Sahagun som han hade utsett för sin drottning, och dess inskription kallar henne: Regina (drottning) Isabella. 
År 1093 eller 1094 födde Isabella Sancho Alfónsez (1093–1108), som Alfons IV omedelbart förklarade som prins och tronarvinge och senare (1107) som guvernör i huvudstaden Toledo. Alfons IV hade dock efter flera äktenskap ingen manlig arvinge, och det är möjligt att han i det läget kunde utse sonen till tronarvinge oavsett om denne var legitim eller inte. Oavsett om Isabella blev drottning eller inte tycks hon ha intagit en betydelsefull position vid det kastilianska hovet och infört många moriska seder. Det uppges att många muslimska forskare och författare stöddes vid hovet, att prästerna talade både arabiska och latin, att mynten präglades i arabisk stil och att många vid hovet klädde sig i morisk stil.

## Barn
1. Sancho Alfónsez ( C. 1093 - 1108 ), ende son och arvinge till tronen, dog i slaget vid Ucles.
2. Elvira av Kastilien ( 1100 - 1135 ), gifte sig 1117 med Roger II av Sicilien.
3. Sancha ( 1101 -c. 1125 ), första hustru till Rodrigo González de Lara, greve de Liebana.